# فشرده سازی بیلی بورل
فشرده سازی بیلی-بورل نوعی فشرده سازی برای فضاهای هرمیتی متقارن می باشد که توسط آرمند بورل و بیلی معرفی شده است. برای نمونه اگر {\displaystyle C} یک فضای خارج قسمتی نیمفضای بالایی به وسیله زیرگروه همنهشتی {\displaystyle SL_{2}(\mathbb {Z} )} باشد، آنگاه فشرده سازی بیلی-بورل با افزودن شماری متناهی از نقطه ها به دست میاید.